# 알 자릴라
앨런 리 "지크" 자릴라(영어: Allen Lee "Zeke" Zarilla, 1919년 5월 1일~1996년 8월 28일)는 미국의 프로 야구 선수이자 스카우트, 코치이다. 1943년부터 1953년까지 메이저 리그 베이스볼(MLB)의 세인트루이스 브라운스, 보스턴 레드삭스, 시카고 화이트삭스에서 외야수로 뛰었으며, 특히 1944년에는 세인트루이스 브라운스 선수단의 일원으로 아메리칸 리그 우승을 경험했다. 보스턴과 시카고 화이트삭스에서는 주로 우익수로 경기에 나섰다. 선수 시절 우투좌타였으며, 180 cm (5 피트 11 인치)와 81 kg (180 파운드)의 체격을 갖췄다.